# Stone & Stone
Stone & Stone é um duo musical alemão constituído por Glen J. Penniston e Tatjana Cheyenne Penniston, respetivamente, marido e mulher. Foram os representantes da Alemanha no Festival Eurovisão da Canção 1995 com a canção "Verliebt in Dich", de inspiração cristã.